# Leah Rhodes
Leah Rhodes, née le 21 juillet 1902 à Port Arthur (Texas) et morte le 17 octobre 1986 à Point Pleasant en Virginie-Occidentale (lieu à préciser), est une costumière américaine.
Entre 1939 et 1970, elle est costumière sur 79 films américains et gagne un Oscar pour l'un d'eux.

## Filmographie partielle
- 1939 : The Monroe Doctrine de Crane Wilbur (court métrage)
- 1943 : Du sang sur la neige (Northern Pursuit) de Raoul Walsh
- 1944 : Passage pour Marseille (Passage to Marseille) de Michael Curtiz
- 1944 : Angoisse (Experiment Perilous) de Jacques Tourneur
- 1944 : Les Conspirateurs (The Conspirators) de Jean Negulesco
- 1945 : L'Intrigante de Saratoga (Saratoga Trunk) de Sam Wood
- 1946 : Le Droit d'aimer (My Reputation) de Curtis Bernhardt
- 1946 : Le Grand Sommeil (The Big Sleep) de Howard Hawks
- 1946 : Her Kind of Man de Frederick de Cordova
- 1946 : Cape et Poignard (Cloak and Dagger) de Fritz Lang
- 1947 : La Vallée de la peur (Pursued) de Raoul Walsh
- 1947 : L'Aventure à deux (The Voice of the Turtle),d'Irving Rapper
- 1948 : Les Aventures de don Juan (The Adventures of Don Juan) de Vincent Sherman
- 1948 : Horizons en flammes (Task Force) de Delmer Daves
- 1948 : Key Largo de John Huston
- 1949 : La Fille du désert (Colorado Territory) de Raoul Walsh
- 1949 : L'enfer est à lui (White Heat) de Raoul Walsh
- 1950 : Le Roi du tabac (Bright Leaf) de Michael Curtiz
- 1950 : Du sang sur le tapis vert (Backfire) de Vincent Sherman
- 1950 : Secrets de femmes (Three Secrets) de Robert Wise
- 1950 : No, No, Nanette (Tea for Two) de David Butler
- 1950 : Trafic en haute mer (The Breaking Point) de Michael Curtiz
- 1951 : L'Inconnu du Nord-Express (Strangers on a Train) d'Alfred Hitchcock
- 1951 : Le Signe des renégats (Mark of the Renegade) de Hugo Fregonese
- 1951 : La Femme de mes rêves (I'll See You in My Dreams) de Michael Curtiz
- 1951 : La Ronde des étoiles (Starlift) de Roy Del Ruth
- 1952 : Avril à Paris (April in Paris) de David Butler
- 1952 : Cette sacrée famille (Room for one More) de Norman Taurog
- 1953 : La Maîtresse de papa (By the Light of the Silvery Moon) de David Butler
- 1953 : Deux Nigauds chez Vénus (Abbott and Costello Go to Mars) de Charles Lamont
- 1953 : So This Is Love de Gordon Douglas
- 1957 : Quarante tueurs (Forty Guns) de Samuel Fuller
- 1957 : Valerie de Gerd Oswald
- 1966 : Village of the Giants de Bert I. Gordon
- 1968 : Le Renard (The Fox) de Mark Rydell
- 1970 : Rio Lobo de Howard Hawks

## Récompenses et distinctions
- 1950 : Oscar de la meilleure création de costumes (partagé avec Travilla et Marjorie Best), catégorie couleur, pour Les Aventures de Don Juan.